# I Can't Dance (Genesis)
I Can't Dance è un singolo del gruppo musicale britannico Genesis, pubblicato il 30 dicembre 1991 come secondo estratto dal quattordicesimo album in studio We Can't Dance. Il brano ha riscosso un discreto successo raggiungendo la settima posizione sia all' U.S. Billboard Hot 100 che all'UK Singles Chart.

## Video musicale
Il videoclip, che contiene anche alcune scene in bianco e nero, è stato girato in un deserto degli Stati Uniti dove viene fatta vedere una strada extraurbana, un edificio abbandonato, una stazione di servizio, un pick-up rosso, un'iguana, una macchina scura fare retromarcia con a bordo una ragazza e Phil Collins che viene truccato. Altre scene del video sono state girate in una spiaggia e in una sala da biliardo.

## Formazione
- Tony Banks – tastiere
- Phil Collins – voce, batteria
- Mike Rutherford – chitarra, basso

## Classifiche
| Classifica (1992)                | Posizione massima |
| -------------------------------- | ----------------- |
| Australia                        | 7                 |
| Austria                          | 2                 |
| Belgio (Fiandre)                 | 1                 |
| Canada                           | 3                 |
| Europa                           | 8                 |
| Francia                          | 9                 |
| Germania                         | 4                 |
| Irlanda                          | 7                 |
| Italia                           | 10                |
| Nuova Zelanda                    | 10                |
| Paesi Bassi                      | 1                 |
| Portogallo                       | 3                 |
| Regno Unito                      | 7                 |
| Stati Uniti                      | 7                 |
| Stati Uniti (adult contemporary) | 26                |
| Stati Uniti (mainstream rock)    | 2                 |
| Svezia                           | 13                |
| Svizzera                         | 8                 |

## Cover
- I Debauchery hanno realizzato una cover del brano nel 2007.
- I Sonata Arctica hanno realizzato un'altra cover del brano nel 2014.

## Curiosità
Il 30 agosto 2016 il tennista Novak Djokovic, dopo una vittoria in un suo match di tennis, rilascia un'intervista cantando il ritornello della canzone I Can't Dance